# Refugi de Saboredo
El Refugi de Saboredo és un refugi de muntanya al municipi d'Alt Àneu, a 2.298 m d'altitud i situat al costat del Lac de Baish, al Circ de Saboredo i dins de la zona perifèrica de protecció del Parc Nacional d'Aigüestortes i Estany de Sant Maurici.
Actualment ha sigut ampliat i renovat, respecte a la imatge antiga que acompanya aquest article.
En són els propietaris i gestors la FEEC i el Conselh Generau d'Aran.